# Józef Kosacki
Józef Stanisław Kosacki (1909-1990) fue un ingeniero polaco, inventor, y oficial en el ejército polaco durante la Segunda Guerra Mundial. Es más conocido como inventor del detector de minas polaco Mark I, el primer detector de minas portátil, cuyo diseño básico ha estado en uso por varios ejércitos durante más de 50 años.

## Vida
Antes de la Segunda Guerra Mundial, Kosacki era un técnico en el Departamento de Artillería del Ministerio polaco de Defensa Nacional. Poco antes de la guerra, se unió a la Unidad Especial de señales clandestinas, un instituto secreto que trabajaba en los aparatos electrónicos para el ejército. Después de la invasión de Polonia de 1939, se las arregló para llegar al Reino Unido, donde continuó su servicio en el Ejército polaco como oficial de señales. En 1941 ideó su detector de minas polaco, cuyo diseño previo había desarrollado la compañía AVA Radio Company, pero no había sido desarrollado y cuya patente fue donada al ejército británico. Fue utilizado en acción por primera vez durante la Segunda Batalla de El Alamein. Quinientos de estos detectores se enviaron al 8.º Ejército británico. Gracias a ellos, doblaron la velocidad de avance pues las arenas llenas de minas pudieron ser limpiadas a un ritmo mayor, 100 a 200 metros por hora. Esta invención de Kosacki se utilizó hasta el 1991 en la Guerra del Golfo.
Después de la guerra, volvió a Polonia, donde se convirtió en un pionero de la electrónica y la maquinaria nuclear.  Durante muchos años ocupó la cátedra de Electrónica en el Instituto para la Investigación Nuclear en Świerk.  También fue profesor en la Academia Técnica Militar de Varsovia.  Murió en 1990 y fue enterrado con honores militares.

## Legado
En 2005, el Instituto Militar de Ingeniería y Tecnología (WITI), con sede en Breslavia fue bautizado con su nombre, en su honor.  Este Instituto tiene el primer prototipo del detector de minas construido por Kosacki.

## Vida
Antes de la Segunda Guerra Mundial, Kosacki era un técnico en el Departamento de Artillería del Ministerio polaco de Defensa Nacional. Poco antes de la guerra, se unió a la Unidad Especial de señales clandestinas, un instituto secreto que trabajaba en los aparatos electrónicos para el ejército. Después de la invasión de Polonia de 1939, se las arregló para llegar al Reino Unido, donde continuó su servicio en el Ejército polaco como oficial de señales. En 1941 ideó su detector de minas polaco, cuyo diseño previo había desarrollado la compañía AVA Radio Company, pero no había sido desarrollado y cuya patente fue donada al ejército británico. Fue utilizado en acción por primera vez durante la Segunda Batalla de El Alamein. Quinientos de estos detectores se enviaron al 8.º Ejército británico. Gracias a ellos, doblaron la velocidad de avance pues las arenas llenas de minas pudieron ser limpiadas a un ritmo mayor, 100 a 200 metros por hora. Esta invención de Kosacki se utilizó hasta el 1991 en la Guerra del Golfo.
Después de la guerra, volvió a Polonia, donde se convirtió en un pionero de la electrónica y la maquinaria nuclear.  Durante muchos años ocupó la cátedra de Electrónica en el Instituto para la Investigación Nuclear en Świerk.  También fue profesor en la Academia Técnica Militar de Varsovia.  Murió en 1990 y fue enterrado con honores militares.

## Nombre
Durante la Segunda Guerra Mundial, el nombre Kosacki se clasificó secreto con el fin de proteger a su familia, que había quedado en la Polonia ocupada por Alemania. Por lo tanto la mayoría de sus patentes fueron presentadas con seudónimos , incluyendo "Józef Kos", "Kozacki" y "Kozak."  Como resultado, su apellido se da a menudo con errores ortográficos en la historiografía de la posguerra.

## Trivia
Ted Turner, de la CNN, hizo una broma sobre los detectores de minas polacos, cuando se le preguntó sobre el papa Juan Pablo II (  ). Es doblemente gracioso que el verdadero inventor fuera polaco.